# George Macleay
Sir George Macleay (* 1809 in London; † 24. Juni 1891 in Menton) war ein britisch-australischer Politiker, Paläontologe und Zoologe.

## Leben
Er war der dritte Sohn von Alexander Macleay, besuchte die Westminster School und ging mit seinen Eltern 1826 nach Australien. 1829 begleitete er Charles Sturt auf dessen Expedition zum Murrumbidgee River und der Mündung des Murray River. Er bewährte sich dabei und wurde Assistent von Sturt. Danach war er Farmer (Brownlow Hill bei Camden rund 30 Meilen von Sydney) und 1854 wurde er Mitglied der gesetzgebenden Versammlung von New South Wales und ihm wurde 1857 ein Ministeramt angeboten, das er ausschlug. 1859 ging er nach England, wurde dort 1860 Fellow der Linnean Society of London (in deren Rat er ab 1864 war) und lebte danach in Südfrankreich und reiste mit seiner dampfgetriebenen Yacht im Mittelmeer (Besuch von Griechenland, Türkei, Syrien). 1873 reiste er noch einmal nach Sydney um seine Angelegenheiten zu ordnen.
Er interessierte sich hauptsächlich für Gärtnerei und Landbau, interessierte sich aber auch für Zoologie und Paläontologie und trug zum Buch von Richard Owen über australische Fossilien bei. Auch mit Thomas Henry Huxley stand er in Verbindung und schickte ihm einen Lungenfisch aus Australien. Er blieb mit Charles Sturt befreundet, der einen Fluss in New South Wales nach ihm benannte (Rufus River, da Macleay rothaarig war).
1869 wurde er Companion of the Order of St Michael and St George (CMG) und 1875 wurde er Knight Commander desselben Ordens und damit geadelt. Er war Trustee des Australian Museum.
Er war zweimal verheiratet, hatte aber keine Kinder.